# Dave Harding
David "Dave" Harding (Liverpool, 14 de agosto de 1946) é um ex-futebolista inglês naturalizado australiano que atuava como meio-campo.

## Carreira
Harding competiu na Copa do Mundo FIFA de 1974, sediada na Alemanha Ocidental, na qual a Austrália terminou na décima quarta colocação dentre os 16 participantes.